# مونت لبنان (لويزيانا)
مونت لبنان (بالإنجليزية: Mount Lebanon, Louisiana)‏ هي بلدة أمريكية تقع في الولايات المتحدة في لويزيانا. يقدر عدد سكانها بـ 83 نسمة .